# Пролив Стерлегова
Проли́в Стерле́гова — пролив в Карском море Северного Ледовитого океана, отделяющий остров Песцовый (Плавниковые острова) от полуострова Рыбного (континентальная Россия). Административно относится к Таймырскому району Красноярского края России.
Длина пролива составляет около 20 километров, ширина — от 4,5 до 10 километров. Вытянут вдоль с юго-запада на северо-восток. На западе ограничен мысом Тренога и северо-западным окончанием полуострова Рыбного, на востоке доходит до залива Минина и ограничен мысами Забытый и Прибойный. Глубина пролива Стерлегова не превышает 14 метров (5-6 метров в центральной части).
Берега преимущественно пологие, заболоченные, небольшие обрывы лишь на острове Песцовый. На северном побережье выделяются мысы Тренога, Рязанцева, Забытый, на южном — Западный, Начальный, Двугорбый, Низменный, Прибойный. С острова Песцовый в пролив впадает несколько небольших безымянных ручьёв. В северо-западной части пролива лежат небольшие, размером в несколько сотен метров, острова Дровяной и Голый.
Населённых пунктов на берегу пролива нет, все омываемые им острова необитаемы. Остров Песцовый входит в состав заповедника «Большой Арктический», созданного в 1993 году
Назван в 1919 году Р. Амундсеном в честь Дмитрия Васильевича Стерлегова — одного из первых русских исследователей Арктики, участника Великой Северной экспедиции.

## Топографические карты
- Лист карты S-45-А,Б. Масштаб: 1 : 500 000. Указать дату выпуска/состояния местности.
- Лист карты S-45-XIII,XIV о. Подкова. Масштаб: 1 : 200 000. Указать дату выпуска/состояния местности.
- Лист карты S-45-XV,XVI зим. Южная. Масштаб: 1 : 200 000. Указать дату выпуска/состояния местности.